# 北方 (北九州市)
北方（きたがた）は、福岡県北九州市小倉南区の地名。住居表示実施済みで、現行行政町名として北方一丁目から五丁目が置かれている。郵便番号は802-0841。

## 地理
小倉南区の北部に位置し、国道322号を中心とする。北で下城野、北東で城野、東で春ケ丘・若園、南東で南若園町・葉山町、南で守恒・守恒本町、南西で徳力新町、西で蒲生、北西で小倉北区南丘と隣接する。駐屯地、大学、競馬場といった大規模な施設が置かれる。

### 河川
- 紫川

## 歴史
現在の北方一-五丁目の源流は1889年（明治22年）に成立した企救郡東紫村大字北方である。1907年（明治30年）6月1日に東紫村は合併により企救村へ。10年後の1917年（明治40年）10月1日に企救村が町制施行し企救町へ移行。さらに1937年（昭和12年）9月1日に企救町は小倉市に編入。この間、大字北方はそのままの形で継承されてきた。

### 沿革
- 1907年（明治40年）2月23日 - 小倉軌道により、のちの西鉄北方線 城野 - 北方間開業。
- 1931年（昭和6年）- 小倉競馬場開場。
- 1980年（昭和55年）11月2日 - 西鉄北方線廃止。
- 1985年（昭和60年）1月9日 - 北九州モノレール小倉線開業。
- 1994年（平成6年）5月30日 - 北方地区環境改善事業が日本建築学会賞（業績賞）受賞[1]。

## 交通

### 鉄道
- 北九州モノレール小倉線：北方駅・競馬場前駅

### 道路
- 北九州高速1号線
- 国道322号
- 福岡県道51号曽根鞘ヶ谷線

## 施設
- JRA小倉競馬場
- 陸上自衛隊小倉駐屯地
- 小倉北方郵便局
- 北九州市立大学 北方キャンパス
- 北九州市立北方小学校
- 北九州自動車運転免許試験場